# Eduardo Barriobero y Herrán

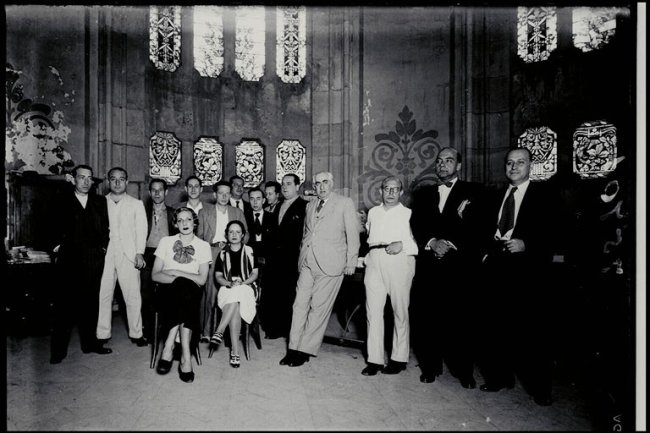
Eduardo Barriobero amb els membres de l'Oficina Jurídica.

Eduardo Barriobero y Herrán (Torrecilla en Cameros, La Rioja, 1877 - Barcelona, 10 de febrer de 1939) va ser un polític republicà federal espanyol proper també a la Confederació Nacional del Treball (CNT).

## Biografia
Estudià batxillerat a Logronyo i medicina i dret a la Universitat de Saragossa. Quan acabà la carrera s'establí a Madrid, on fou membre de l'agrupació cívica Acción Democrática d'Ernesto Bark, redactor de la revista Germinal, que defensava un front polític únic de republicans, socialistes i anarquistes. També es va relacionar amb altres escriptors bohemis com Alejandro Sawa Martínez, Eduardo Zamacois, Emilio Carrere Moreno i Carmen de Burgos y Seguí Colombine. El 1903 ingressà a la Unió Republicana i el 1910 formà part del grup de republicans federals partidaris de participar en eleccions conjuntament amb el Partit Republicà Radical. El 1913 també fou membre de la Liga Española para la Defensa de los Derechos del Hombre i fundador de la Liga Anticlerical Española.
Es va atraure les simpaties de la CNT per la seva singular oratòria i perquè dedicà els seus coneixements com a advocat a defensar militants obrers, cosa que li va valdre sovint ser empresonat i tres intents d'assassinat per part del Sindicat Lliure. Defensà als implicats en els fets de Cullera (1911), als dels fets de Cenicero de 1915 (una vaga que acabà amb la mort d'un guàrdia civil) i als participants en la vaga general de 1917. Va ingressar a la CNT en el 1912.
Fou elegit diputat per Madrid per la Conjunció Republicano-Socialista a les eleccions generals espanyoles de 1914, però després fou escollit com a republicà independent per Huelva a les eleccions generals espanyoles de 1918 i 1919, gràcies a la seva fama per haver defensat en judici als treballadors de Río Tinto. El 1920 fou organitzador del Congrés de Democràcia Republicana, que pretenia la unificació de totes les forces republicanes.
Va participar en la Sanjuanada de 1926 contra la Dictadura de Primo de Rivera com a enllaç del Comitè de la CNT a Gijón, i el gener de 1929 va participar en la conspiració avortada de José Sánchez Guerra.
Des d'agost de 1930 va presidir el Partit Republicà Democràtic Federal, tot donant-li una orientació obrerista dirigida a la cerca del vot anarcosindicalista, cosa que li va valdre obtenir un escó per Oviedo a les eleccions generals espanyoles de 1931, però que a la llarga provocaria una escissió dirigida per José Franchy y Roca. Durant les Corts Constituents va formar un grup que es van fer notar per la seva política demagògica i antigovernamental: els jabalíes. També fou membre del Socors Roig Internacional, i amb aquesta condició fou advocat dels insurrectes llibertaris d'Aragó i La Rioja de desembre de 1933 i dels participants als fets de Turón durant la revolució d'Astúries de 1934.
El 1933 va intentar la reunificació del Partit Federal, però la seva postura contrària a col·laborar amb Manuel Azaña dividí novament el partit. El 1935 fou nomenat novament cap del Partit Federal i va signar un acord de col·laboració amb el Partit Sindicalista d'Ángel Pestaña, però la constitució del Front Popular va trencar l'acord, i endemés els candidats del seu partit foren exclosos de les llistes per ordre expressa d'Azaña.
En esclatar la guerra civil espanyola fou enviat per la CNT a l'Oficina Jurídica de l'Audiència de Barcelona, des d'on organitzà tribunals populars i justícia revolucionària que provocaren el seu enfrontament amb Santiago Gubern i Fàbregas i Lluís Companys, de tal manera que la van dissoldre el novembre de 1936. Joan García Oliver el va proposar per a Fiscal General de la República, però el president Manuel Azaña vetà el nomenament. El setembre de 1937 el govern republicà l'acusà d'apropiar-se de 8 milions de pessetes durant el temps que va estar al cap de l'Oficina Jurídica; tot i que el Tribunal Suprem el va absoldre es va passar la resta de la guerra civil a la presó. Cap al final de la guerra va emmalaltir i fou custodiat a l'hospital penal.
Després de la caiguda de Barcelona a mans de les tropes franquistes el 7 de febrer de 1939 fou sotmès a consell de guerra sumaríssim, condemnat a mort i afusellat tres dies després. Fou enterrat a una fossa comuna.

## Obres
- Lo que debe saber todo buen republicano (1903)
- Guerrero y algunos episodios de su vida milagrosa (1906)
- Syncerasto, el parásito (1908)
- Vocación (1909)
- De Cánovas a Romanones (1916)
- Matapán, funcionario (1921)
- Chatarramendi, el optimista (1922)
- Como los hombres (1923)
- Nuestra señora de la fatalidad (1927)
- Historia ejemplar del caballero de la mano en el pecho (1928)
- El mirón de la Torre-Cumbre (1929)
- El 606, Delito de multitudes
- Emilio Castelar (1930)
- La Francmasonería. Sus apologistas y sus detractores (1935)
- Un tribunal revolucionario. Cuenta rendida por el que fue su presidente (1937).